# 4860 Gubbio
4860 Gubbio este un asteroid din centura principală, descoperit pe 3 martie 1987 de Edward Bowell.